# Matt Di Angelo
Matt Di Angelo (* 1. Mai 1987 in London) ist ein britischer Schauspieler.

## Leben
Matt Di Angelo wurde am 1. Mai 1987 in London geboren. Nach der Grundschule wechselte er auf die Sylvia Young Theatre School. Seine erste Rolle hatte er mit einem Gastauftritt in der Fernsehserie Harbour Lights. 2004 folgte eine wiederkehrende Rolle in I Dream an der Seite von Christopher Lloyd. Größere Bekanntheit erlangte er durch die britische Seifenoper EastEnders, für die er von 2006 bis 2008 vor der Kamera stand und 2007 durch die Mitwirkung in der fünften Staffel der Tanzshow Strictly Come Dancing. Ende 2008 bekam er eine Rolle in dem Theaterstück Beute und stand von 2009 bis 2012 für die Fernsehserie Hustle – Unehrlich währt am längsten vor der Kamera.

## Filmografie
- 2004: I Dream (Fernsehserie, 4 Folgen)
- 2006: Telling Lies
- 2006–2016: EastEnders (Fernsehserie, 370 Folgen)
- 2009–2012: Hustle – Unehrlich währt am längsten (Fernsehserie, 24 Folgen)
- 2013–2014: Borgia (Fernsehserie, 11 Folgen)
- 2011: Death in Paradise (Fernsehserie, Folge Nur die Sonne war Zeuge)
- 2014: London Payback (The Smoke)
- 2016: Ordinary Lies (Fernsehserie, 6 Folgen)